# Ranunculus palaeoeuganeus
Ranunculus palaeoeuganeus är en ranunkelväxtart som beskrevs av S. Pignatti. Ranunculus palaeoeuganeus ingår i släktet ranunkler, och familjen ranunkelväxter. Utöver nominatformen finns också underarten R. p. pseudobaldensis.